# Kevin Cordes
Kevin Cordes (Naperville, 13 de agosto de 1993) é um nadador estadunidense, campeão olímpico.

## Carreira

### Rio 2016
Cordes competiu na natação nos Jogos Olímpicos de Verão de 2016, conquistando a medalha de ouro nos 4x100 metros medley.